# Referendum in Italien 2011
Am 12. und am 13. Juni 2011 wurde in Italien ein abrogatives Referendum abgehalten, wobei vier Fragen gestellt wurden. Es waren 47.118.352 Italiener und 3.300.496 im Ausland lebende Italiener zum Referendum aufgerufen über folgende Fragen zu entscheiden:
- Bei der ersten Frage handelte es sich um den Vorschlag der Abschaffung des Art. 23 bis des Gesetzes Nr. 133/2008, bezüglich der  Privatisierung der öffentlichen Dienste mit wirtschaftlicher Bedeutung.
- In der zweiten Frage wurde die Abschaffung des Art. 154 des Legislativdekretes 152/2006, beschränkt auf jenen Teil von Abs. 1, welcher vorsieht, dass die Tarife für den Wasserdienst so festgelegt werden, dass sie „in Bezug auf die Vergütung des investierten Kapitals angemessen sind“, vorgeschlagen.
- In der dritten Frage wurde die Abschaffung des Dekrets Nr. 99/2009 und Nr. 31/2010, welche den Wiedereinstieg Italiens in die Kernenergie vorsehen, zur Wahl gestellt. Am 26. Mai 2011  wurde jedoch von der Regierung Berlusconi ein Omnibus-Gesetz erlassen, welches die oben genannten Artikel für eine Zeitspanne von 12 Monaten aufhebt. Nachdem der Vorschlag der Regierung zur Abschaffung des Referendums vom Corte Suprema di Cassazione (Oberster Kassationsgerichtshof) am 1. Juni 2011 abgelehnt wurde und auch der Rekurs vor dem Verfassungsgericht das Referendum guthieß, wurde diese Frage dennoch gestellt.
- In der vierten Frage handelte es sich um die Abschaffung von den Bestimmungen des Gesetzes Nr. 51 vom 7. April 2010, in der Fassung infolge des Urteils des Verfassungsgerichts Nr. 23/ 2011 im Bereich der ‚rechtmäßigen Verhinderung des Ministerpräsidenten und der Minister am Erscheinen zur Strafverhandlung', das sog. Lex Berlusconi oder legittimo impedimento.

Das Referendum war dann nur rechtskräftig, wenn das nötige Quorum von 50 % plus eine Stimme, also 25.209.425 Stimmen, erreicht wurde.

## Haltung der einzelnen Parteien
| Partei                        | Erste Frage   | Zweite Frage  | Dritte Frage  | Vierte Frage  | Quellen              |
| ----------------------------- | ------------- | ------------- | ------------- | ------------- | -------------------- |
| Alleanza per l’Italia         | Ja            | Ja            | Ja            | Ja            | [ 2 ] [ 3 ]          |
| Futuro e Libertà per l’Italia | freie Auswahl | freie Auswahl | freie Auswahl | freie Auswahl | [ 4 ] [ 5 ]          |
| Italia dei Valori             | Ja            | Ja            | Ja            | Ja            | [ 6 ]                |
| Lega Nord                     | freie Auswahl | freie Auswahl | freie Auswahl | freie Auswahl | [ 7 ]                |
| Movimento per le Autonomie    | Ja            | Ja            | Ja            | Ja            | [ 8 ]                |
| Partito Democratico           | Ja            | Ja            | Ja            | Ja            | [ 9 ]                |
| Popolo della Libertà          | freie Auswahl | freie Auswahl | freie Auswahl | freie Auswahl | [ 10 ]               |
| Radicali Italiani             | freie Auswahl | freie Auswahl | Ja            | Ja            | [ 11 ]               |
| SVP                           | Ja            | Ja            | Ja            | Ja            | [ 12 ]               |
| Unione di Centro              | Nein          | Nein          | freie Auswahl | Ja            | [ 13 ] [ 14 ] [ 15 ] |

## Ergebnisse

### Erste Frage
Vorschlag der Abschaffung des Art. 23 bis des Gesetzes Nr. 133/2008, bezüglich der Privatisierung der öffentlichen Dienste mit wirtschaftlicher Bedeutung.
|                                  | Total      | Prozent |                 |
| -------------------------------- | ---------- | ------- | --------------- |
| Wahlberechtigte                  | 50.594.868 |         |                 |
| Wähler                           | 27.637.945 | 54,81 % | Quorum erreicht |
| Leere Stimmzettel                | 289.325    | 1,04 %  |                 |
| Ungültige Stimmen                | 147.205    | 0,53 %  |                 |
| Beanstandete und nicht bewilligt | 548        | 0,00 %  |                 |

|                           |      | Stimmen    | %       |
| ------------------------- | ---- | ---------- | ------- |
| Positive Antwort          | JA   | 25.935.372 | 95,35 % |
| Negative Antwort          | NEIN | 1.265.495  | 4,65 %  |
| Insgesamt gültige Stimmen |      | 27.200.867 | 100 %   |

### Zweite Frage
Vorschlag der Abschaffung des Art. 154 des Legislativdekretes 152/2006, beschränkt auf jenen Teil von Abs. 1, welcher vorsieht, dass die Tarife für den Wasserdienst so festgelegt werden, dass sie „in Bezug auf die Vergütung des investierten Kapitals angemessen sind“.
|                                  | Total      | Prozent |                 |
| -------------------------------- | ---------- | ------- | --------------- |
| Wahlberechtigte                  | 50.594.868 |         |                 |
| Wähler                           | 27.642.457 | 54,82 % | Quorum erreicht |
| Leere Stimmzettel                | 229.595    | 0,83 %  |                 |
| Ungültige Stimmen                | 135.188    | 0,48 %  |                 |
| Beanstandete und nicht bewilligt | 398        | 0,00 %  |                 |

|                           |      | Stimmen    | %       |
| ------------------------- | ---- | ---------- | ------- |
| Positive Antwort          | JA   | 26.130.637 | 95,80 % |
| Negative Antwort          | NEIN | 1.146.639  | 4,20 %  |
| Insgesamt gültige Stimmen |      | 27.277.276 | 100 %   |

### Dritte Frage
Aufhebung der neuen Normen, die die Herstellung von Kernenergie auf nationalem Territorium erlauben.
|                                  | Total      | Prozent |                 |
| -------------------------------- | ---------- | ------- | --------------- |
| Wahlberechtigte                  | 50.594.868 |         |                 |
| Wähler                           | 27.624.922 | 54,79 % | Quorum erreicht |
| Leere Stimmzettel                | 219.505    | 0,79 %  |                 |
| Ungültige Stimmen                | 139.236    | 0,50 %  |                 |
| Beanstandete und nicht bewilligt | 439        | 0,00 %  |                 |

|                           |      | Stimmen    | %       |
| ------------------------- | ---- | ---------- | ------- |
| Positive Antwort          | JA   | 25.643.652 | 94,05 % |
| Negative Antwort          | NEIN | 1.622.090  | 5,95 %  |
| Insgesamt gültige Stimmen |      | 27.265.742 | 100 %   |

### Vierte Frage
Vorschlag der Abschaffung von den Bestimmungen des Gesetzes Nr. 51 vom 7. April 2010, in der Fassung infolge des Urteils des Verfassungsgerichts Nr. 23/2011 im Bereich der rechtmäßigen Verhinderung des Ministerpräsidenten und der Minister am Erscheinen zur Strafverhandlung.
|                                  | Total      | Prozent |                 |
| -------------------------------- | ---------- | ------- | --------------- |
| Wahlberechtigte                  | 50.594.868 |         |                 |
| Wähler                           | 27.622.369 | 54,78 % | Quorum erreicht |
| Leere Stimmzettel                | 272.883    | 0,98 %  |                 |
| Ungültige Stimmen                | 149.902    | 0,54 %  |                 |
| Beanstandete und nicht bewilligt | 423        | 0,00 %  |                 |

|                           |      | Stimmen    | %       |
| ------------------------- | ---- | ---------- | ------- |
| Positive Antwort          | JA   | 25.736.273 | 94,62 % |
| Negative Antwort          | NEIN | 1.462.888  | 5,38 %  |
| Insgesamt gültige Stimmen |      | 27.199.161 | 100 %   |

### Resultate in den Regionen
| Region                  | Prozentuale Wahlbeteiligung | Erste Frage          | Zweite Frage         | Dritte Frage         | Vierte Frage         |
| ----------------------- | --------------------------- | -------------------- | -------------------- | -------------------- | -------------------- |
| Aostatal                | 60,85 %                     | Ja 96,6 % Nein 3,4 % | Ja 97,0 % Nein 3,0 % | Ja 95,2 % Nein 4,8 % | Ja 95,8 % Nein 4,2 % |
| Piemont                 | 59,00 %                     | Ja 94,7 % Nein 5,3 % | Ja 95,2 % Nein 4,8 % | Ja 93,1 % Nein 6,9 % | Ja 94,3 % Nein 5,7 % |
| Ligurien                | 59,45 %                     | Ja 95,7 % Nein 4,3 % | Ja 96,2 % Nein 3,8 % | Ja 94,0 % Nein 6,0 % | Ja 95,0 % Nein 5,0 % |
| Lombardei               | 54,40 %                     | Ja 93,4 % Nein 6,6 % | Ja 94,1 % Nein 5,9 % | Ja 91,6 % Nein 8,4 % | Ja 93,2 % Nein 6,8 % |
| Trentino-Südtirol       | 64,60 %                     | Ja 96,8 % Nein 3,2 % | Ja 97,1 % Nein 2,9 % | Ja 96,1 % Nein 3,9 % | Ja 96,3 % Nein 3,7 % |
| Venetien                | 58,90 %                     | Ja 94,7 % Nein 5,3 % | Ja 95,3 % Nein 4,7 % | Ja 93,5 % Nein 6,5 % | Ja 93,7 % Nein 6,3 % |
| Friaul-Julisch Venetien | 58,20 %                     | Ja 95,0 % Nein 5,0 % | Ja 95,6 % Nein 4,4 % | Ja 93,4 % Nein 6,6 % | Ja 93,9 % Nein 6,1 % |
| Emilia-Romagna          | 64,15 %                     | Ja 95,0 % Nein 5,0 % | Ja 95,4 % Nein 4,6 % | Ja 94,3 % Nein 5,7 % | Ja 95,0 % Nein 5,0 % |
| Toskana                 | 63,60 %                     | Ja 95,7 % Nein 4,3 % | Ja 96,0 % Nein 4,0 % | Ja 95,1 % Nein 4,9 % | Ja 95,5 % Nein 4,5 % |
| Marken                  | 61,60 %                     | Ja 95,9 % Nein 4,1 % | Ja 96,3 % Nein 3,7 % | Ja 95,2 % Nein 4,8 % | Ja 95,3 % Nein 4,7 % |
| Umbrien                 | 59,20 %                     | Ja 95,5 % Nein 4,5 % | Ja 96,1 % Nein 3,9 % | Ja 94,7 % Nein 5,3 % | Ja 95,1 % Nein 4,9 % |
| Latium                  | 58,90 %                     | Ja 96,3 % Nein 3,7 % | Ja 96,9 % Nein 3,1 % | Ja 95,1 % Nein 4,9 % | Ja 95,5 % Nein 4,5 % |
| Abruzzen                | 57,50 %                     | Ja 96,4 % Nein 3,5 % | Ja 97,0 % Nein 3,0 % | Ja 95,7 % Nein 4,3 % | Ja 95,6 % Nein 4,4 % |
| Molise                  | 58,70 %                     | Ja 97,4 % Nein 2,6 % | Ja 97,8 % Nein 2,2 % | Ja 96,8 % Nein 3,2 % | Ja 96,5 % Nein 3,5 % |
| Kampanien               | 52,03 %                     | Ja 97,8 % Nein 2,2 % | Ja 98,1 % Nein 1,9 % | Ja 96,7 % Nein 3,3 % | Ja 96,8 % Nein 3,2 % |
| Basilikata              | 54,35 %                     | Ja 97,3 % Nein 2,7 % | Ja 97,7 % Nein 2,3 % | Ja 96,8 % Nein 3,2 % | Ja 96,7 % Nein 3,3 % |
| Apulien                 | 52,50 %                     | Ja 97,3 % Nein 2,7 % | Ja 97,6 % Nein 2,4 % | Ja 96,7 % Nein 3,3 % | Ja 96,4 % Nein 3,6 % |
| Kalabrien               | 50,35 %                     | Ja 98,0 % Nein 2,0 % | Ja 98,3 % Nein 1,7 % | Ja 97,3 % Nein 2,7 % | Ja 96,9 % Nein 3,1 % |
| Sizilien                | 52,70 %                     | Ja 97,6 % Nein 2,4 % | Ja 97,9 % Nein 2,1 % | Ja 96,5 % Nein 3,5 % | Ja 96,2 % Nein 3,8 % |
| Sardinien               | 58,60 %                     | Ja 98,2 % Nein 1,8 % | Ja 98,5 % Nein 1,5 % | Ja 98,4 % Nein 1,6 % | Ja 96,5 % Nein 3,5 % |